# Абдоминея
Абдоминея мелкоцветковая (лат. Abdominea minimiflora) — вид очень редких эпифитных орхидей, единственный в роду Абдоминея (лат. Abdominea).

## Ареал
Вид произрастает от Таиланда до полуострова Малакка, Явы и Филиппин.

## Ботаническое описание
Побеги ветвятся моноподиально, главная ось сильно уплощена. Корни толстые, окружены веламеном. Взрослые растения имеют от четырёх до шести листьев. Новые листья образуются на верхушке побега, в это же время старые листья у основания умирают. Продолговатые листья достигают примерно 1,5 см в ширину. Основание листа клиновидной формы, кончик листа слегка асимметрично двухлопастный.
Кистевидные висячие соцветия длиной около 15 см появляются из боковых побегов. Каждое такое соцветие несёт 40-50 цветков. Они цветут по очереди, при этом одновременно всегда открыты несколько цветков. Только что распустившиеся цветки зеленовато-жёлтые, диаметром около 3 мм. Прицветники очень узкие, почти нитевидные. Чашелистики ланцетные, изогнутые лепестки чуть шире, красноватой окраски. Губы венчика двухлопастные, причём боковые губы очень малы. Средняя лопасть мешковидная, в задней части расширяется в короткие шпоры.